# 美因河畔克林根贝格
美因河畔克林根贝格（德語：Klingenberg am Main，官方拼写为，發音：[ˈklɪŋənˌbɛʁk ʔam ˈmaɪn]）是德国巴伐利亚州下弗兰肯行政区米尔滕贝格县的城市，面积21.12平方千米，2023年12月31日人口为6,310人。